# Szalkszentmárton
Szalkszentmárton är en ort i Ungern.   Den ligger i provinsen Bács-Kiskun, i den centrala delen av landet, 60 km söder om huvudstaden Budapest. Szalkszentmárton ligger 99 meter över havet och antalet invånare är 2 982.
Terrängen runt Szalkszentmárton är platt, och sluttar österut. Runt Szalkszentmárton är det ganska glesbefolkat, med 42 invånare per kvadratkilometer. Närmaste större samhälle är Dunaújváros, 5,6 km väster om Szalkszentmárton. Trakten runt Szalkszentmárton består till största delen av jordbruksmark.